# Daktilika Apotipomata
Daktilika Apotipomata är den grekiska artisten Christos Dantis debutalbum. Albumet släpptes år 1990.

## Låtlista
1. Daktilika Apotipomata
2. Skeletoula
3. Ela Mesa
4. Skase
5. Den Paei Allo
6. Neurakia
7. Ela Me Tropo
8. Fovitsiara Mou
9. Ta Omorfa Koritsia
10. Stin Proigoumeni Zoi
11. Ti Zitas
12. Poios Eimai Ego
13. Belly Dance